# Oliver Lafayette
Oliver Lafayette (Baton Rouge, Louisiana, 6 de mayo de 1984) es un exjugador de baloncesto estadounidense nacionalizado croata, que jugó como profesional durante once temporadas. Con 1,88 metros de estatura, juega en la posición de base.

## Trayectoria deportiva

### Universidad
Jugó durante dos temporadas con los Cougars de la Universidad de Houston, en las que promedió 15,0 puntos, 5,1 rebotes, 2,5 asistencias y 2,9 robos de balón. Acabó en segunda posición en toda la NCAA en robos en 2006, promediando 3,39 por partido, Igualó además esa temporada el récord de más robos en un partido del NIT, con los 8 que consiguió ante Brigham Young, siendo elegido en ambas temporadas en el segundo mejor quinteto de la Conference USA.

### Profesional
Tras no ser elegido en el Draft de la NBA de 2007, comenzó su andadura profesional al año siguiente con los Erie BayHawks de la NBA D-League, donde jugó una temporada, en la que promedió 13,6 puntos y 4,1 rebotes por partido.
Al año siguiente fichó por los Fort Wayne Mad Ants, donde promedió 17,1 puntos y 6,5 asistencias por partido, lo que propició que fuera reclamado por los Boston Celtics, con los que únicamente disputó un partido, en el que logró 7 puntos y 4 rebotes.
Tras pasar brevemente por el Partizan, con el que disputó seis partidos de la Liga del Adriático, en los que promedió 10,2 puntos y 4,2 asistencias, regresó a los Mad Ants, donde acabó la temporada promediando 16,4 puntos y 4,2 rebotes por partido.
En 2011 regresó a Europa para jugar con el Asseco Prokom Gdynia de la liga polaca, donde promedió 8,6 puntos y 3,2 rebotes, pero tras su eliminación en la Euroliga firmó con el Anadolu Efes de la liga turca, donde acabó la temporada promediando 7,4 puntos y 3,3 asistencias por partido.
[actualizar]

### Selección nacional
En 2014 Lafayette se naturalizó croata, y ese mismo año representó a la selección de Croacia a nivel internacional jugando los Mundiales de Baloncesto de 2014.

## Estadísticas de su carrera en la NBA

### Temporada regular
| Año     | Equipo | PJ | PT | MPP  | %TC  | %3P  | %TL  | RPP | APP | ROB | TPP | PPP |
| ------- | ------ | -- | -- | ---- | ---- | ---- | ---- | --- | --- | --- | --- | --- |
| 2009-10 | Boston | 1  | 0  | 22.0 | .500 | .500 | .000 | 4.0 | 2.0 | .0  | .0  | 7.0 |
| Total   | Total  | 1  | 0  | 22.0 | .500 | .500 | .000 | 4.0 | 2.0 | .0  | .0  | 7.0 |